# Encentrum kozminskii
Encentrum kozminskii is een raderdiertjessoort uit de familie Dicranophoridae. De wetenschappelijke naam van deze soort is voor het eerst geldig gepubliceerd in 1948 door Wiszniewski.